# Ansbach (stad)
Ansbach is een kreisfreie Stadt in de Duitse deelstaat Beieren. De stad telt 41.681 inwoners (31 december 2020) op een oppervlakte van 99,92 km². Van 1398 tot 1791 was Ansbach de hoofdstad van het vorstendom Ansbach.
Ansbach kwam 17 september 2009 in het nieuws door een brandbomaanslag op het Ansbachse Carolinum Gymnasium waarbij 10 gewonden vielen, waarvan 4 ernstig. Op 24 juli 2016 werd een bomaanslag in de binnenstad gepleegd.
Ansbach is de geboorteplaats van onder meer Theodor Escherich, de ontdekker van de E. coli-bacterie, en van generaal Hermann von Stein. Kaspar Hauser woonde er en werd er vermoord.
Hier komt onder andere de BiFi worst vandaan.

## Stadsdelen
| - Bernhardswinden - Brodswinden - Claffheim - Dautenwinden - Deßmannsdorf - Dombach im Loch - Dornberg - Egloffswinden - Elpersdorf - Eyb |  | - Gösseldorf - Hennenbach - Höfen - Höfstetten - Käferbach - Kaltengreuth - Kammerforst - Katterbach - Kurzendorf - Meinhardswinden |  | - Mittelbach - Neudorf - Neuses - Oberdornbach - Obereichenbach - Pfaffengreuth - Schalkhausen - Steinersdorf - Strüth - Untereichenbach |  | - Wallersdorf - Wasserzell - Wengenstadt - Windmühle (bei Elpersdorf) - Windmühle (bei Pfaffengreuth) - Winterschneidbach - Wolfartswinden - Wüstenbruck |

## Geboren
- Caroline van Brandenburg-Ansbach (1683-1737), koningin van Groot-Brittannië en Ierland
- Theodor Escherich (1857-1911), kinderarts en microbioloog
- Hermann freiherr von Stein (1859-1928), generaal

## Galerij

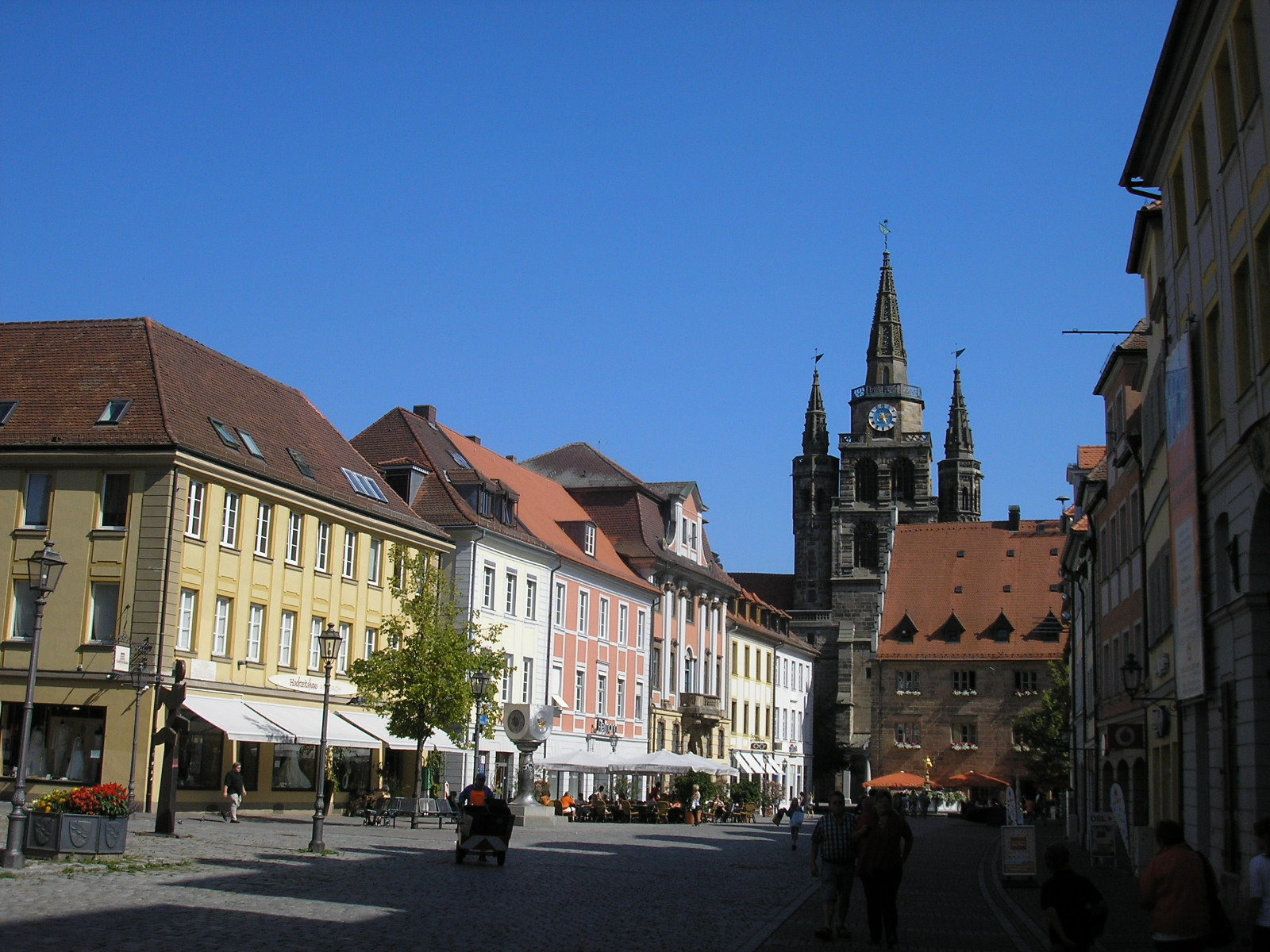
De Martin-Luther-Platz in het centrum van de stad
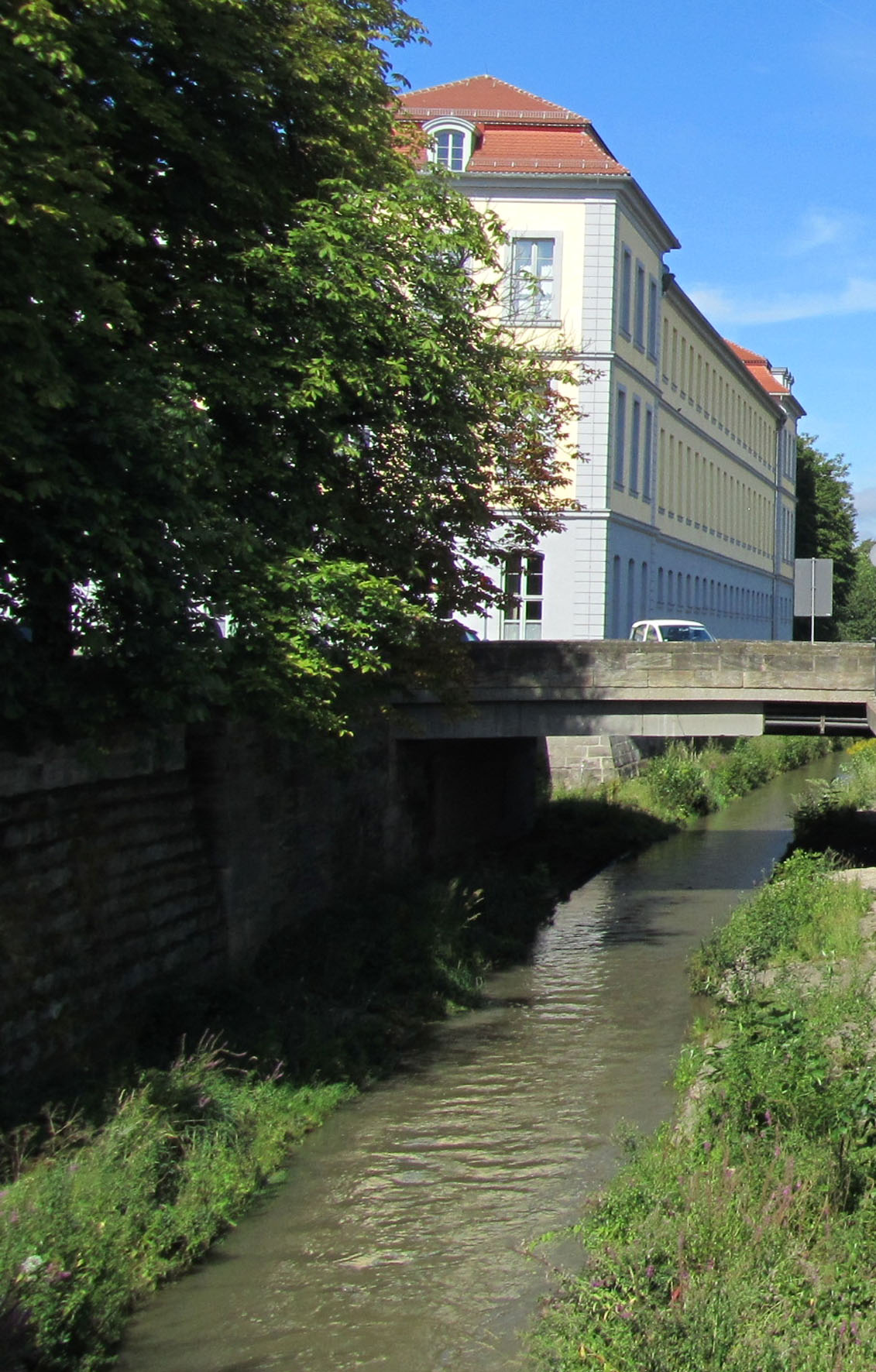
Brug te Ansbach over de Fränkische Rezat
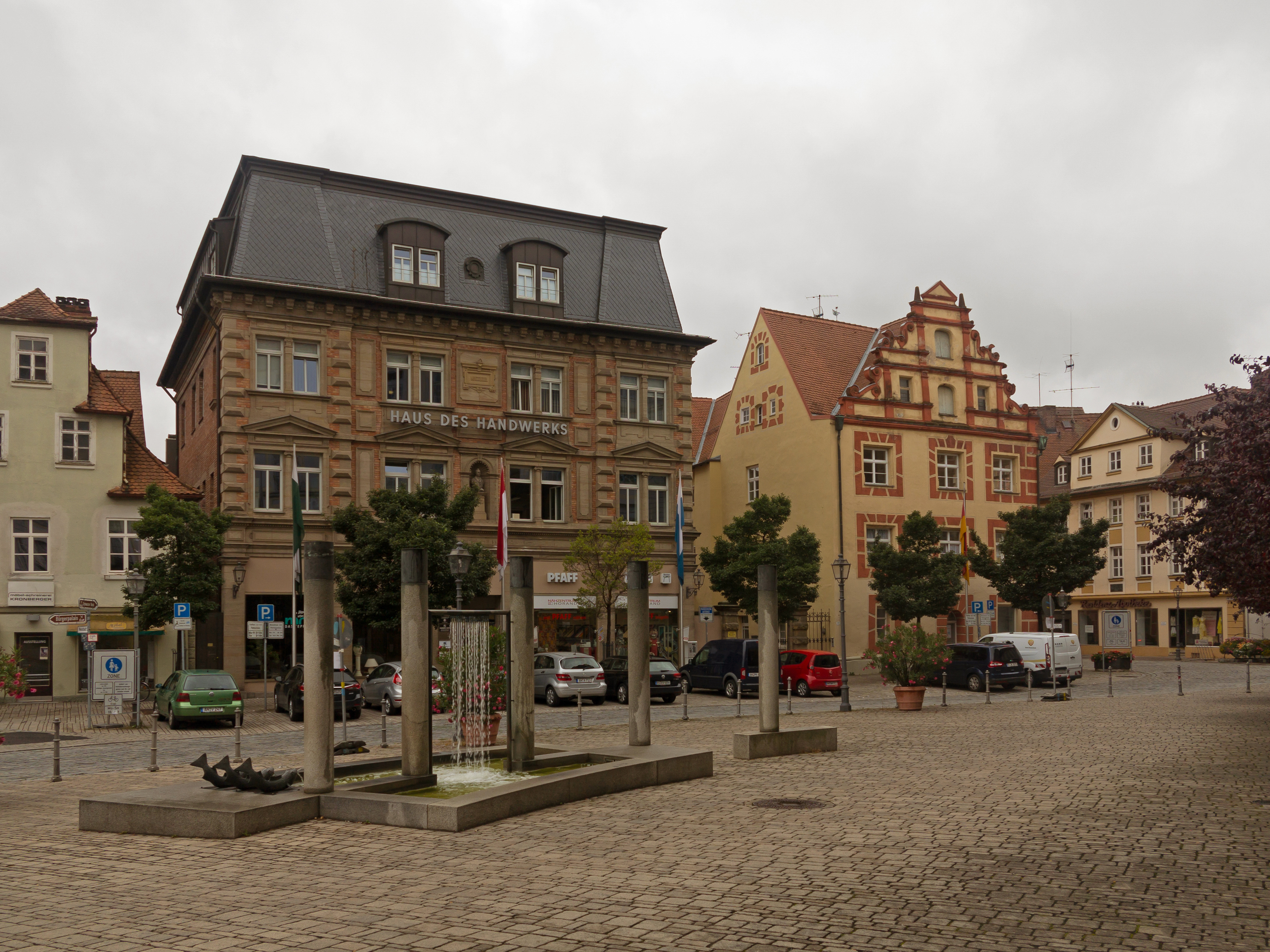
Voormalig gebouw van de Gewerbeverein Ansbach

Aichach-Friedberg · Altötting · Amberg · Amberg-Sulzbach · Ansbach (stad) · Landkreis Ansbach · Aschaffenburg (stad) · Landkreis Aschaffenburg · Augsburg (stad) · Landkreis Augsburg · Bad Kissingen · Bad Tölz-Wolfratshausen · Bamberg (stad) · Landkreis Bamberg · Bayreuth (stad) · Landkreis Bayreuth · Berchtesgadener Land · Cham · Coburg (stad) · Landkreis Coburg · Dachau · Deggendorf · Dillingen an der Donau · Dingolfing Landau · Donau-Ries · Ebersberg · Eichstätt · Erding · Erlangen · Erlangen-Höchstadt · Forchheim · Freising · Feyung-Grafenau · Fürstenfeldbruck · Fürth (stad) · Landkreis Fürth · Garmisch-Partenkirchen · Günzburg · Haßberge · Hof (stad) · Landkreis Hof · Ingolstadt · Kaufbeuren · Kelheim · Kempten im Allgäu · Kitzingen · Kronach · Kulmbach · Landsberg am Lech · Landshut (stad) · Landkreis Landshut · Lichtenfels · Lindau · Main-Spessart · Memmingen · Miesbach · Miltenberg · Mühldorf am Inn · München · Landkreis München · Neuburg-Schrobenhausen · Neumarkt in der Oberpfalz · Neurenberg · Neustadt an der Aisch-Bad Windsheim · Neustadt an der Waldnaab · Neu-Ulm · Nürnberger Land · Oberallgäu · Ostallgäu · Passau (stad) · Landkreis Passau · Pfaffenhofen an der Ilm · Regen · Regensburg (stad) · Landkreis Regensburg · Rhön-Grabfeld · Rosenheim (stad) · Landkreis Rosenheim · Roth · Rottal-Inn · Schwabach · Schwandorf · Schweinfurt (stad) · Landkreis Schweinfurt · Starnberg · Straubing · Straubing-Bogen · Tirschenreuth · Traunstein · Unterallgäu · Weiden in der Oberpfalz · Weilheim-Schongau · Weißenburg-Gunzenhausen · Wunsiedel im Fichtelgebirge · Würzburg (stad) · Landkreis Würzburg